# Palazzo delle Poste (Trento)
Il Palazzo delle Poste di Trento in piazza Alessandro Vittoria, è stato progettato da Angiolo Mazzoni nel 1929 e inaugurato nel 1934. Mazzoni lo definì «non un palazzo ma un insieme di costruzioni fra loro unite».

## Storia
L'edificio, in stile futurista, fu eretto nell'area prima occupata dal rinascimentale Palazzo a Prato, ex zuccherificio, distrutto da un incendio il 13 dicembre 1845, e sostituito poi da un palazzo postale, in stile Impero, ad opera di Friedrich Setz. Nella struttura furono inglobate alcune parti dei precedenti edifici, tra queste il portale del 1512, alcune arcate del portico colonnato del cortile ed una trifora con capitelli ionici. Sopravvisse inoltre il prestigioso caminetto modanato, trasferito poi presso Castel Thun, in Val di Non.
Con l'avvento del fascismo, Trento subisce un rinnovo urbanistico. Alcuni edifici pubblici importanti come la stazione ferroviaria, le caserme militari e il palazzo postale risultano troppo esplicitamente "austriaci".
Il nuovo palazzo postale viene ricostruito e terminato nei primi anni '30.
All'interno furono realizzate opere da Fortunato Depero, Enrico Prampolini, Tato, Luigi Bonazza, Gino Pancheri, Stefano Zuech, Alcide Ticò.
Il palazzo delle Poste risultò subito estraneo alla tradizione locale ed alla situazione architettonica creata dagli edifici vicini, come ad esempio il monumentale palazzo Sardagna o da quelli che si affacciano su piazza Vittoria. Nacque la leggenda che a Roma s'erano confusi, e avevano mandato a Trento un progetto destinato a Bengasi. Un'altra fonte narra di uno scambio di cartelle negli schedari tra Trento e Tripoli, che per ordinamento alfabetico avrebbero dovuto essere affiancate.

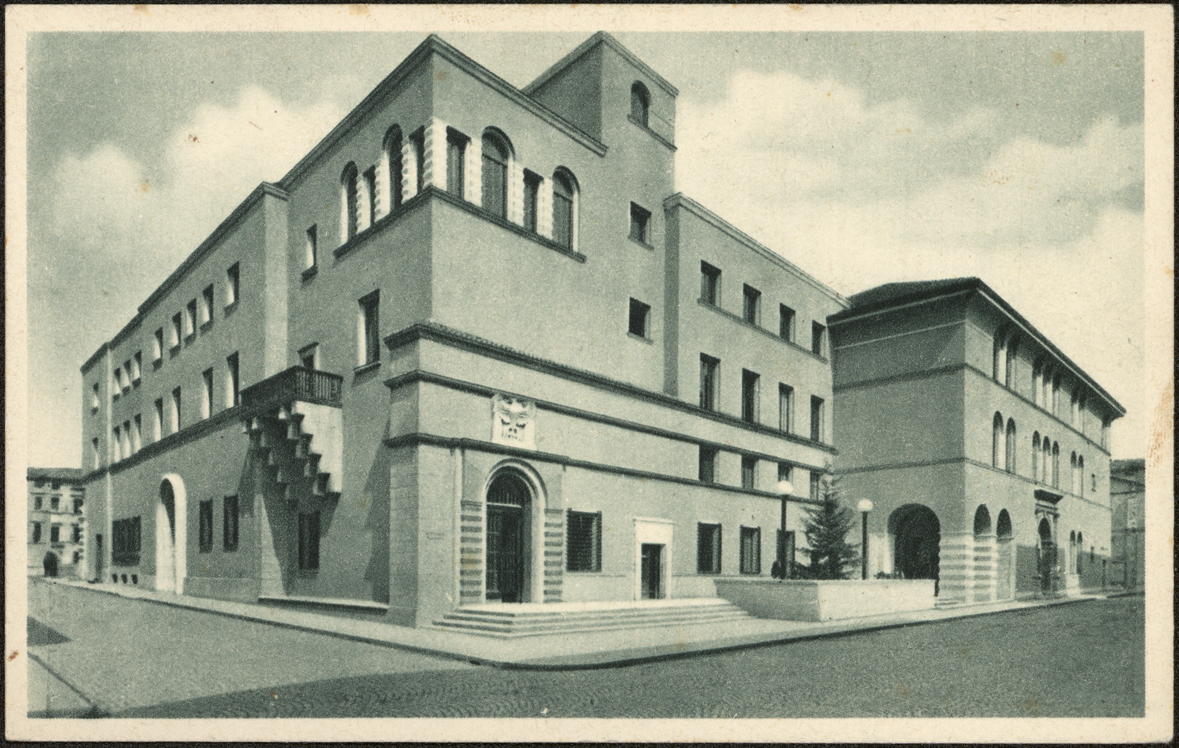
Il palazzo delle poste (negli anni 1930-1940), come si presenta ora, dopo la demolizione del vecchio edificio in stile asburgico.

Nelle fasi di costruzione sarebbe emerso un disaccordo tra Angiolo Mazzoni e Fortunato Depero. In seguito «quella che può apparire una piena convergenza d'intenti e che l'ormai anziano architetto tenderà ad accreditare come tale, è in realtà il frutto delle pressioni di Depero, il quale – originariamente escluso – ottiene l'incarico dopo aver interpellato Maraini e fatto intervenire in suo favore Marinetti presso il ministro Ciano».

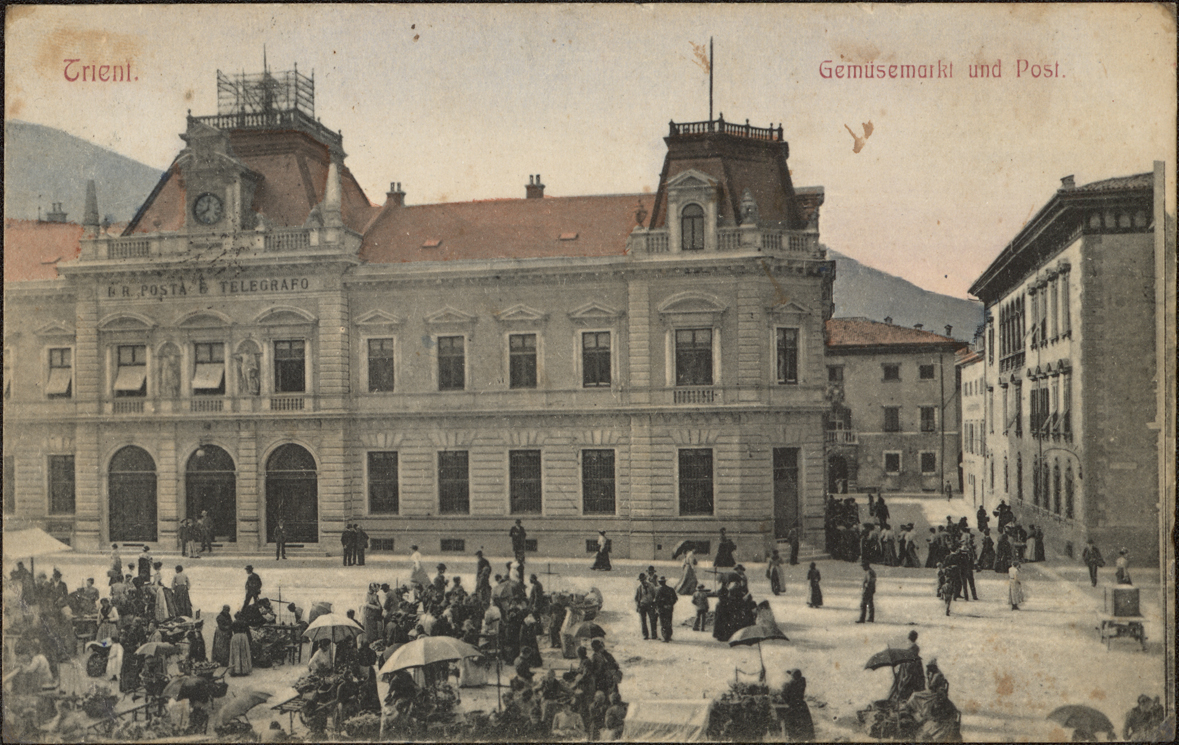
Il palazzo postale, in stile asburgico, com'era prima della sua ricostruzione durante l'epoca fascista.

## Descrizione
Per la costruzione furono utilizzati materiali di provenienza locale quali il porfido ocra di Predazzo (cassetta da lettere), il marmo giallo di Mori (gradini dello scalone) e il calcare bianco di Pila (lesene diamantate esterne). La facciata esterna, inoltre, era originariamente trattata con intonaco blu cobalto: «nella Trento redenta dal primo conflitto mondiale, gli intonaci esterni color azzurro sabaudo risultarono più forti di ogni tricolore».
L'edificio è strutturato su due piani. Al piano terra vi sono i servizi in denaro, quelli postali, le corrispondenze, la sala scrittura e la sala del dopolavoro. Al secondo piano il caveau, il servizio telegrafi e gli uffici amministrativi. Pare che il Mazzoni si preoccupasse molto dei dettagli, tanto da disegnare lui stesso l'arredo e la disposizione degli oggetti (layouting) negli ambienti dei primi progetti come ad esempio i tavoli e gli espositori.

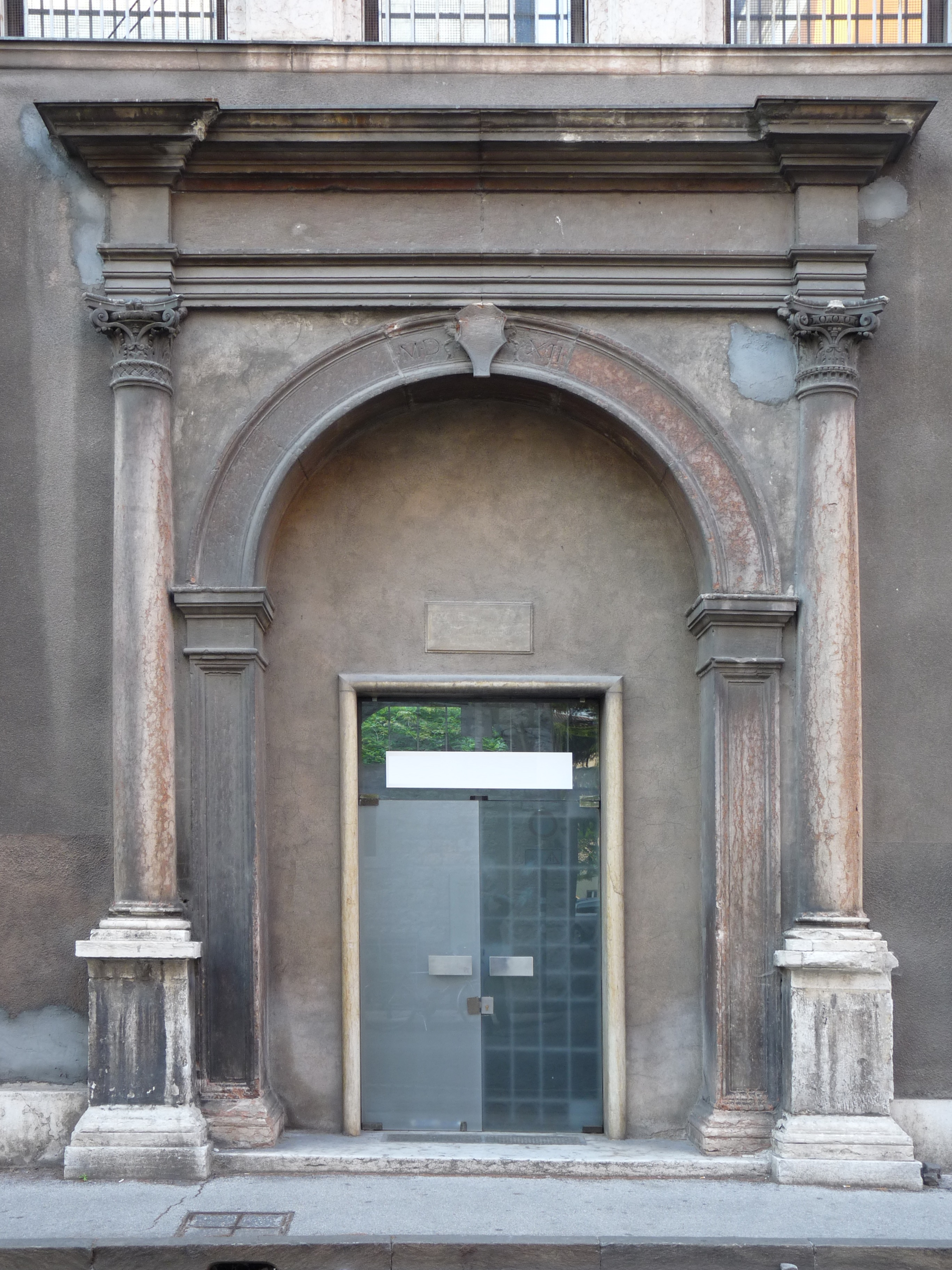
Il portale di Palazzo a Prato, del XVI secolo, unica parte rimasta dell'edificio, visibile sul retro del Palazzo delle Poste.

Luigi Bonazza dipinse l'affresco «Il ricevimento dei tre cardinali nel Palazzo a Prato ai tempi del Concilio»; Gino Pancheri ha realizzato "I boscaioli e i vignaioli" al secondo piano sopra lo scalone. Fortunato Depero e Tato realizzarono, a separazione della sala del dopolavoro con il cortile, le sei vetrate policrome (“Le macchine”, “Le arti” ed “Il tempo fascista” di Depero, “La marcia della gioventù”, “Le comunicazioni aeree” e “La rivoluzione” di Tato) andate poi perdute; non è chiara la causa della rimozione: secondo Bocchi e Oradini è da rinvenire nei bombardamenti anglosassoni del 1943; secondo, invece, il Passamani sarebbero state danneggiate dall'alluvione del 1966 e «finite a colpi di piccone», ad avvalorare questa ultima ipotesi c'è una comunicazione del 19 gennaio 1968 dal sovrintendente Rasmo a proposito dei lavori in corso che prescrive che "le vetrate che chiudono le arcate dello stesso cortile siano sostituite con vetri incolori, senza disegno". Tato dipinse, inoltre, un quadro, raffigurante un treno in movimento. Enrico Prampolini realizzò tre piccole vetrate policrome (“Il risparmio”, “Il telegrafo” e “Le comunicazioni”), tuttora visibili lungo il corridoio che conduce ai locali del secondo piano «dando ad ognuno delle composizioni un’assoluta modernità di pensiero, una veloce immediatezza di linea ed una sinfonia di colori, così concordanti, da forme vivissime, personali e suggestive creazioni». Lo scultore Stefano Zuech creò un San Cristoforo visibile in una nicchia nel lato sud del palazzo e un San Vigilio, ora in p.zza D'Arogno nei pressi del Duomo (Drio del Dom). Alcide Ticò ha eseguito lo stemma della famiglia a Prato nel cortile, tuttora visibile nei pressi della copisteria. A Trento Angiolo Mazzoni in seguito progettò anche la stazione ferroviaria.
Nel 2008 il Palazzo delle Poste ha ospitato la Biennale Europea di Arte Contemporanea Manifesta 7 dove l'artista Tom Holert ha realizzato una serie di soggetti scenografici che «evidenziano la relazione tra architettura, politica e interiorità».